# Laarsenberg
De Laarsenberg of Laarschenberg is een heuvel in de gemeente Rhenen in de Nederlandse provincie Utrecht. De heuvel ligt ten oosten van Rhenen en maakt deel uit van de stuwwal Utrechtse Heuvelrug. Ten zuidoosten ligt de Grebbeberg/Heimenberg. Het gebied wordt beheerd door Het Utrechts Landschap.
De heuvel is 48 meter hoog.
Op de heuvel liggen een sportpark (van SV Candia '66), een zwembad en Ouwehands Dierenpark.

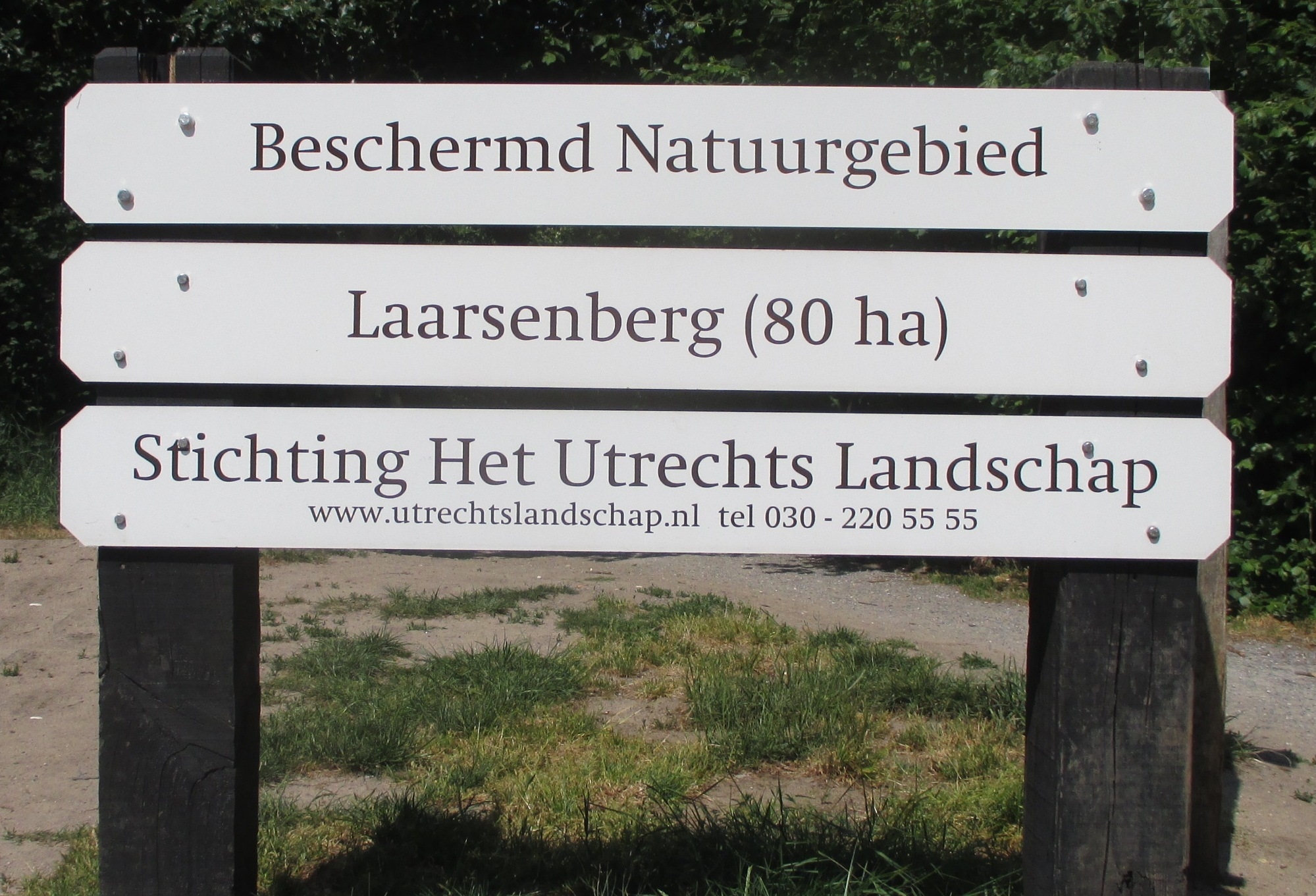
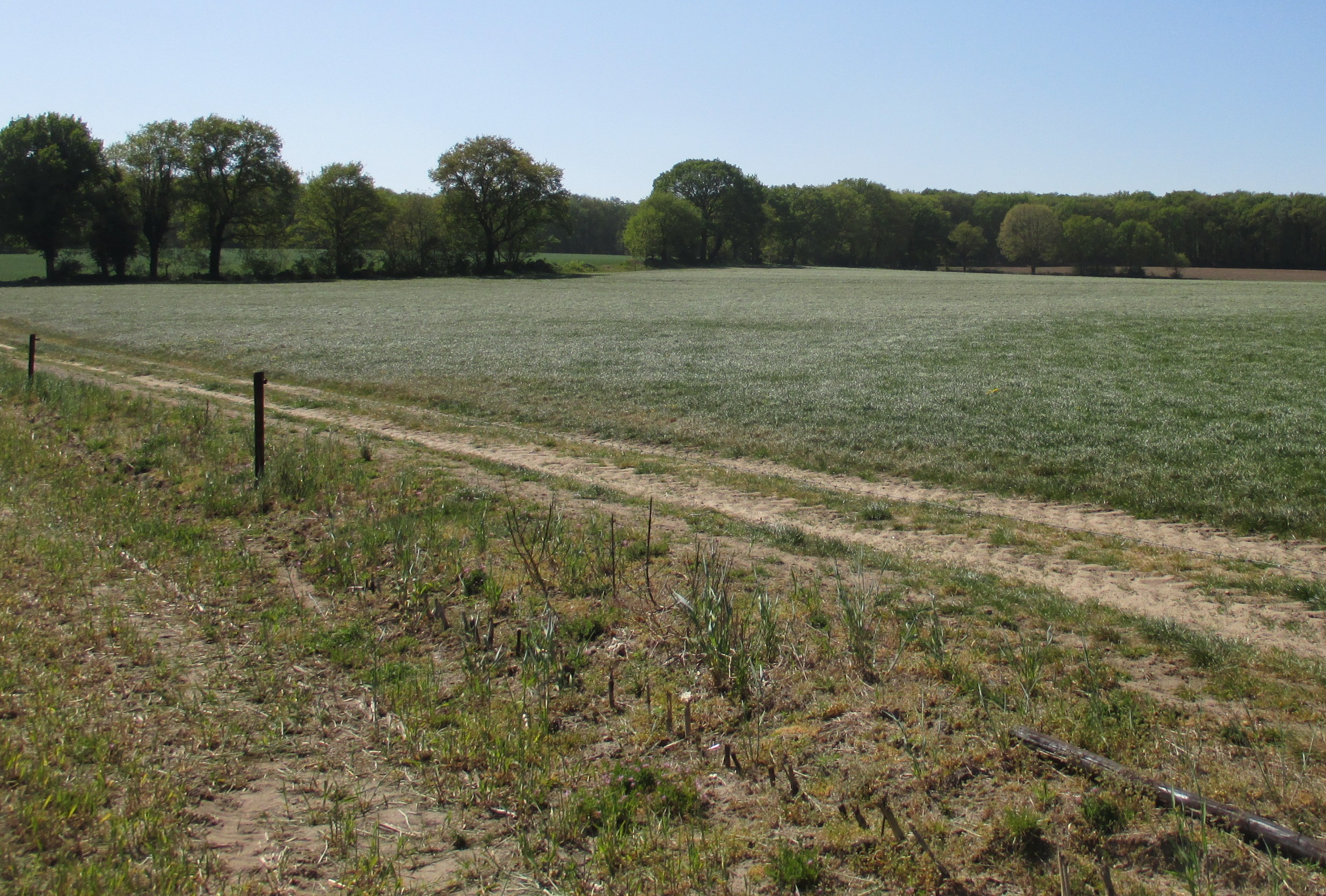
Laarsenberg noordzijde
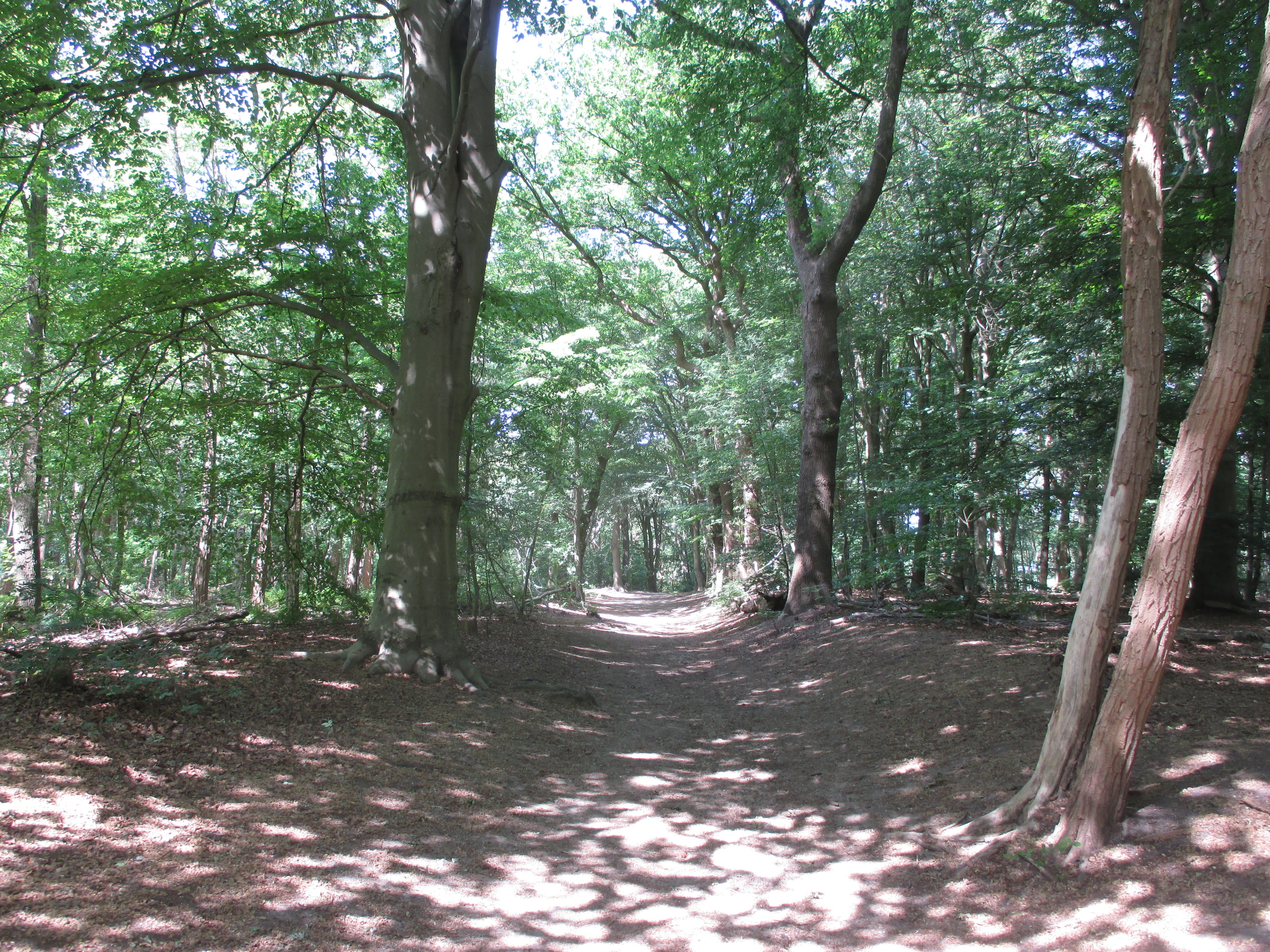
Bos op de Laarsenberg